# Bob Orr
Bob Orr (geb. 1949 in Hoe-o-Tainui) ist ein neuseeländischer Dichter.

## Leben und Werk
Orr wurde in Hoe-o-Tainui in der Waikato-Region in eine Farmer-Familie geboren. Als er 12 Jahre alt war, begann er das Dichten. Orr besuchte die St Paul’s School in Hamilton, wo ihn Lehrer mit der Dichtung Arthur Rimbauds und Bob Dylans vertraut machten; für die Schulmannschaft spielte er Rugby, für die Schulzeitung schrieb er lyrische Beiträge.
Ab 1967 arbeitete er in Auckland, zuerst in einer Joghurtfabrik in Penrose, danach auf der Pferderennbahn von Ellerslie, anschließend auf einer Tomatenplantage und im Aucklander Hafen. 1972 wurde Orr Kapitän auf einem Schiff der Aucklander Blue Boats Hafenfähren und später Hafenlotse.
Ein erheblicher Teil seines frühen Werks enthält Orrs Erfahrungen und Beobachtungen als Hafenarbeiter und als Schiffsführer. Der Südpazifik, der Hauraki-Golf und die Aucklander Häfen bilden den realen und metaphorischen Hintergrund seiner Naturbetrachtungen, die sich häufig mit psychologischen und sozialen Beobachtungen und Reflexionen verbinden. Orrs erster, 1971 erschienener Lyrikband Blue Footprints ist heute ein begehrtes Sammlerobjekt; die Zeichnungen des Bandes stammen von Orrs Freund Ralph Hotere, dessen Gemälde in den 1970er Jahren praktisch unverkäuflich waren, heute jedoch internationale Spitzenpreise erzielen.
Zur Buchvorstellung seines dritten Gedichtbandes Cargo lud Orr befreundete Schauerleute und Schiffsbesatzungen zu einer legendär gewordenen Veranstaltung in den Aucklander Unity Bookshop. Orr wohnte an unterschiedlichen Adressen in den Aucklander Stadtteilen Orakei, Ponsonby, Herne Bay und Western Springs. Seit den 1980er Jahren gelten Orrs Gedichte als herausragende Darstellungen und Deutungen der Stadt Auckland als kulturgeographisch dezidiert pazifische Großstadt. Der Kritiker Greg O’Brien schrieb 1991 über Orr, der auch ein eindrucksvoller Rezitator seiner Lyrik ist, und seinen fünften Gedichtband Breeze: “(Seine) besten Gedichte sind profund und verfolgen einen bis in die Träume.” Auch die Gedichtsammlung Valparaiso (2001) besingt und beschwört die “Mystik und die Wunder” imaginärer und alltagswirklicher pazifischer Kultur.
Orr war zweimal verheiratet und hat drei Kinder. Eine Reihe von Liebesbeziehungen und Trennungen, auch damit verbundene häufige Ortswechsel und materiell dürftige Lebensumstände, hinterließen ihre melancholischen Spuren in seinem lyrischen Werk. Viele Jahrzehnte lang war Orr ein Stammgast in einschlägigen Aucklander Hafenkneipen; häufig benutzte er den Alkohol als Stimulanzmittel zum Schreiben. Orrs neuseeländischer Dichterfreund Ian Wedde meinte dazu: “In seiner ganzen Art und auch in der Manier seines Schreibens drücken sich große Qual und großes Leid aus. Sie strömen auch in seine Weltsicht ein.” Orrs ungewöhnliches Einfühlungsvermögen in zeitgenössische und historische Charaktere, in ihre Lebensumstände, ihre (gescheiterten) Hoffnungen und ihre Einzigartigkeit, wurden wiederholt von Kritikern und Dichterkollegen gerühmt. Seine Porträtgedichte, die so unterschiedliche Personen wie Orrs Mutter und den sozial-kritischen Dichter  R. A. K. Mason würdigen, stützen sich häufig auf unprätentiöse, aber genauestens beobachtete Alltagsschilderungen und sind von Schwermut grundiert. Es sind zumeist dennoch lyrische Triumphe aufrichtiger Menschlichkeit und Würdebewahrung über Verhängnisse und  Vergänglichkeit. Olwyn Stewart kommentierte: “[Orr] ist von höchster Geistesgegenwart… Wenn etwas wie Leid in Bob steckt, dann ist es mit Glück und Schönheit gemischt.”
Viele Gedichte Orrs beschreiben auch die Landschaften und sozialen Konstellationen seiner Kindheit und Jugend in der landwirtschaftlich geprägten Waikato-Region. Sein von der Kritik einhellig gelobter Band Hundred Poems and a Year (2018) enthält u. a. einen großen Flusshymnus auf den Waikato Fluss, der māorische orale und literarische Überlieferung mit europäischen Traditionen kulturgeschichtlicher - und philosophischer Flussgedichte (Spenser, Hölderlin) zusammenbringt, dabei aber einen unverwechselbaren Eigenton besitzt. Das Gedicht ‘Waikato karakia' (etwa 'Waikato Anrufung') erschien zudem in der Waikato Anthologie Nga Kupu Waikato des bekannten Māori-Poeten Vaughan Rapatahana, der Orr 2018 auch interviewte.
2016 Auckland erhielt Orr den Lauris Edmond Memorial Award for Poetry, eine alle zwei Jahre verliehene hohe Auszeichnung für besondere Verdienste um die neuseeländische Dichtung.

## Werke (Auswahl)
- Blue Footpaths (mit Illustrationen von Ralph Hotere), London, Amphedesma, 1971.
- Poems for Moira, Wellington, Hawk Press, 1979.
- Cargo. Wellington, Voice Press, 1983.
- Red Trees: Poems (mit Illustrationen von Rodney Fumpston), Auckland. Auckland University Press / Oxford, UK: Oxford University Press, 1985.
- Breeze, Auckland, Auckland University Press, 1991.
- Valparaiso, Auckland, Auckland University Press, 2002.
- When Muldoon Was King, Dunedin, NZ, Kilmog Press, 2007.
- Calypso, Auckland, Auckland University Press, 2008.
- Kingdom Come, Dunedin, NZ, Kilmog Press, 2010.
- One Hundred Poems and a Year, Steele Roberts, 2018